# Embaixada da Suíça em Brasília
A Embaixada da Suíça em Brasília é a principal representação diplomática suíça no Brasil. O atual embaixador é Andrea Semadeni.
Está localizada na Avenida das Nações, na quadra SES 811, Lote 41, no Setor de Embaixadas Sul, na Asa Sul. Além da embaixada, os suiços contam no Brasil com mais dois consulados-gerais no Rio de Janeiro e em São Paulo e mais oito consulados honorários.

## História

Nova Friburgo em 1972. A cidade é conhecida como "A Suíça Brasileira" por ter sido fundada por imigrantes suíços.

O primeiro primeiro consulado da Suíça na América do Sul foi aberto no Rio de Janeiro em 1819, antes mesmo da independência brasileira. Os imigrantes suíços estiveram entre os primeiros migrantes europeus no Brasil, fundando cidades como Nova Friburgo. Devido a migração, a Suíça criou uma missão diplomática em 1907 no país.
Assim como outros países, a Suíça recebeu de graça um terreno no Setor de Embaixadas Sul na época da construção de Brasília, medida que visava a instalação mais rápida das representações estrangeiras na nova capital. Pouco antes, em 1958, a representação suíça no Brasil foi elevado a categoria de embaixada. A embaixada foi transferida para Brasília em 1972.
A Embaixada da Suíça em Brasília foi projetada pela equipe de Hans e Annemarie Hubacher. De dimensões modestas se comparadas a de outros países, segue a tendência da época de sua construção, seguindo os preceitos da arquitetura brutalista dos anos 1970. Outro destaque é a qualidade de construção e acabamentos. O complexo foi concluído em 1977.

## Serviços
A embaixada realiza os serviços protocolares das representações estrangeiras, como o auxílio aos suíços que moram no Brasil e aos visitantes vindos da Suíça e também para os brasileiros que desejam visitar ou se mudar para o país europeu - cerca de 40 mil brasileiros vivem na Suíça atualmente. Além da embaixada de Brasília, que também conta com serviços consulares, a Suíça conta com mais dois consulados gerais no Rio de Janeiro e em São Paulo e mais oito consulados honorários em Belo Horizonte, Curitiba, Fortaleza, Florianópolis, Manaus, Porto Alegre, Recife e Salvador.
Outras ações que passam pela embaixada são as relações diplomáticas com o governo brasileiro nas áreas política, econômica, cultural e científica. A embaixada realiza eventos culturais e com outros países francófonos e germanófonos. Os países são parceiros nas áreas de ciência, tecnologia e inovação. O comércio entre os países fica perto de 4,5 bilhões de dólares, e cerca de 350 empresas suíças operam no Brasil, incluindo grandes conglomerados como a Nestlé. Muitas empresas brasileiras escolheram a Suíça para sediar suas divisões europeias.